# Sint-Pieterskerk (Teuven)
De Sint-Pieterskerk is een kerkgebouw in Teuven in de Belgische gemeente Voeren in Limburg. De kerk ligt in een z-bocht in het dorp aan de weg Teuven-Dorp van Nurop naar Sinnich. De kerk ligt hier hoger dan het straatniveau op een kerkheuvel en wordt omgeven door het ommuurde kerkhof.
De kerk is de parochiekerk van het dorp en is gewijd aan Sint-Pieter.

## Geschiedenis
In 1822 werd de kerk heropgebouwd.
In 1870 werd de kerk door brand volledig verwoest.
In 1871-1877 werd de huidige neogotische kerk gebouw naar het ontwerp van architect Plénus.

## Opbouw
Het gebouw bestaat uit een ingebouwde westtoren, een driebeukig schip met vijf traveeën en een koor met driezijdige sluiting met twee rechte traveeën. Het gebouw is opgetrokken in baksteen, waarbij hardsteen is gebruikt voor de plinten, lijsten, omlijstingen van muuropeningen en ter afdekking van steunberen en zacht geel natuursteen gebruikt is voor het maaswerk van de vensters. De toren heeft vier geledingen, een ingesnoerde naaldspits die met leien is gedekt, overhoeks geplaatste steunberen, een polygonaal traptorentje tegen elke zijgevel, een spitsboogportaal met erboven een spitsboogvenster, een uurwerk en op iedere zijde van de toren een galmgat met spitsboogvorm. De middenbeuk heeft een zadeldak en de zijbeuken hebben lessenaarsdaken gedekt met leien, en zijn voorzien van spitsboogvensters. Het koor heeft steunberen en hoge smalle spitsboogvensters. Aan de binnenzijde heeft de kerk spitsbooggewelven die worden gedragen door colonnetten en boven het koor bevindt zich een straalgewelf. Tussen de middenbeuk en de zijbeuken bevinden zich spitsboogarcades met hardstenen zuilen met bladkapiteel. Het interieur is verder bepleisterd en heeft haar neogotische beschildering behouden.